# Wakeman (Ohio)
Wakeman es una villa ubicada en el condado de Huron en el estado estadounidense de Ohio. En el Censo de 2010 tenía una población de 1047 habitantes y una densidad poblacional de 476,71 personas por km².

## Geografía
Wakeman se encuentra ubicada en las coordenadas 41°15′12″N 82°24′10″O / 41.25333, -82.40278. Según la Oficina del Censo de los Estados Unidos, Wakeman tiene una superficie total de 2.2 km², de la cual 2.14 km² corresponden a tierra firme y (2.71%) 0.06 km² es agua.

## Demografía
Según el censo de 2010, había 1047 personas residiendo en Wakeman. La densidad de población era de 476,71 hab./km². De los 1047 habitantes, Wakeman estaba compuesto por el 99.04% blancos, el 0.19% eran afroamericanos, el 0.1% eran amerindios, el 0% eran asiáticos, el 0% eran isleños del Pacífico, el 0.1% eran de otras razas y el 0.57% pertenecían a dos o más razas. Del total de la población el 1.24% eran hispanos o latinos de cualquier raza.